# Carlos Moreira
Carlos Moreira Reisch (Nueva Helvecia, 16 de mayo de 1946) es un abogado y político uruguayo, integrante del Partido Nacional. Ocupó el cargo de Intendente de Colonia, del 27 de noviembre de 2020 al 10 de julio de 2025. Se desempeñó como senador de la República, por el periodo 2005-2010.

## Biografía
Nació en Nueva Helvecia, Departamento de Colonia, en donde realizó sus estudios primarios y secundarios. Para cursar sus estudios terciarios se mudó a Montevideo, para asistir a la Universidad de la República.
Es doctor en derecho y ciencias sociales[cita requerida] forma parte Partido Nacional en el año 1982 comenzó a participar activamente en el Movimiento Por la Patria.
En 1985 fue elegido Diputado Nacional suplente por el Departamento de Colonia, para el período legislativo. En 1990, Luis Alberto Lacalle lo designó como subsecretario del Ministerio del Interior, cargo que desempeñó hasta 1993.
En 1994 se postula como candidato a Intendente Municipal de Colonia y gana por gran mayoría. Asume como tal en 1995, en el 2000 vuelve a ser electo como Intendente, siendo el primer Intendente en lograrlo en el departamento. En el 2004 se desempeñó como Presidente del Congreso Nacional de Intendentes.
En el año 2005, asume como Senador de la República, representando al sector de Alianza Nacional del Partido Nacional. Ocupa las comisiones de Constitución y Códigos, Defensa Nacional, Transporte y Obras Públicas, Vivienda y Ordenamiento Territorial, Medio Ambiente y la de Comisión Especial para el seguimiento de la situación carcelaria.
En octubre de 2009 fue reelecto senador para el período 2010-2015.
En las elecciones parlamentarias de 2014, Moreira ocupa el segundo lugar en la lista de candidatos al Senado de Alianza Nacional. Meses después, en las elecciones departamentales de 2015, es electo Intendente de Colonia para el periodo 2015-2020.
De cara a las internas de 2019, Moreira apoya la precandidatura de Jorge Larrañaga.
Días antes de las elecciones nacionales de 2019, circularon en redes sociales audios los cuales fueron peritados y estaban editados por una edil departamental María José García.  Moreira renuncia al Partido Nacional pero manifestó su intención de continuar como intendente porque considera que «no hubo abuso de poder».La justicia se expide tres veces a favor de Moreira fue denunciado por presuntos delitos que no existían.  Según fuentes periodísticas, los audios fueron puestos al descubierto como resultado de una lucha de poder entre correligionarios a nivel departamental entre Moreira y su exdirector de Turismo Andrés Sobrero actual pareja de la mujer mencionada anteriormente. 
El 20 de febrero de 2020 renunció al cargo de intendente para iniciar la campaña electoral por la reelección. En su lugar asumió Napoleón Gardiol Faedo.
Fue reelegido en la elecciones del 2020.
El 30 de junio de 2021 presidente del Honorable Directorio del Partido Nacional, Pablo Iturralde, anunció en conferencia de prensa el retorno de Carlos Moreira, intendente de Colonia, al Partido Nacional (PN).